# Горбатюк, Сергей Викторович
Сергей Викторович Горбатюк (укр. Сергій Вікторович Горбатюк; род. 20 июня 1973, Хмельницкая область) — украинский юрист. Заместитель начальника Главного следственного управления — начальник управления специальных расследований Генеральной прокуратуры Украины (17 декабря 2014 — 23 октября 2019)

## Биография
В 1995 году окончил Львовский государственный университет.
В 2003 году работал следователем Дарницкого районного прокуратуры. Киев. Расследовал дело 23-летнего грузчика одного из киевских магазинов, который был сначала осуждён как сексуальный маньяк, а впоследствии оправдан
С 2004 года в Генеральной прокуратуре Украины, занимал должности следователя и старшего следователя по особо важным делам
В 2004 году вёл дело против Давида Жвании, соратника оппозиционного кандидата в Президенты Украины Виктора Ющенко. Возглавлял обыски в офисах компании Давида Жвании.
В 2010—2011 годах работал под непосредственным руководством заместителя Генерального прокурора Украины Рената Кузьмина. Был одним из следователей по резонансному делу против Юлии Тимошенко.
Летом 2014 возглавил расследование преступлений во время Революции Достоинства.
9 марта 2016 на сайте электронных петиций официального интернет-представительства Президента Украины от имени Общественной организации «Адвокатская Консультативная Группа», Общественной организации «Родина героев Небесной сотни» и инициативной группы пострадавших / раненых на Майдане была зарегистрирована петиция с просьбой внести в Верховную Раду представление на назначения Горбатюк Генеральным прокурором Украины (с поддержкой этой инициативы выступило и межфракционное депутатское объединение «Еврооптимисты»). За 12 дней набрала 1558 голосов из 25000 необходимых для рассмотрения Президентом Украины, но трети отведённого времени набрала почти половину необходимых подписей .
После отставки Генерального прокурора В.Шокина, когда С.Горбатюк считали одним из вероятных кандидатов на эту должность, заместитель генпрокурора Юрий Столярчук предложил ему должность прокурора Львовской области, мотивируя это тем, что «все равно на нынешней должности Вы не будете работать: придёт новый прокурор и проведёт кадровые изменения».
Управление специальных расследований создан как единый центр по расследованию всех преступлений, совершённых в период протестных акций в Украине. Среди его основных задач — изучение обстоятельств узурпации власти и всего комплекса преступных действий, совершённых в период правления Януковича. Первоочередная задача деятельности управления — расследование массовых убийств участников мирных акций протеста 18 — 20 февраля 2014 года

## Политическое преследованиеТимошенко
Сергей Горбатюк расследовал растрату денег, полученных правительством Юлии Тимошенко от Японии в рамках выполнения Киотского протокола. Позже действия следствия были признаны политически мотивированными.
Допросы Тимошенко продолжались в течение 6 месяцев 12:00. Кроме этого, были обнаружены ошибки в процессуальных документах, составленных Горбатюком. Следователь вынес постановление о Тимошенко «руководствуясь статьями 131 и 132 УК Украины». Эти статьи Уголовного кодекса не могут быть основанием для возбуждения уголовного дела, а во-вторых, к Тимошенко не имеют никакого отношения. Потому что статья 131 УК Украины предусматривает ответственность за "" Ненадлежащее исполнение профессиональных обязанностей, повлёкшее заражение вирусом иммунодефицита или Другой невиликовнои инфекционной болезни «, а 132 — за» Разглашение сведений о проведении медицинского освидетельствования на выявление иммунодефицита человека или другой невиликовнои болезни " (ст. 132 УК).

## Расследование событий наМайдане
Сергей Горбатюк летом 2014 возглавил расследование преступлений во время Революции Достоинства. Но значительных достижений в расследовании не было достигнуто..
Зимой 2016 исполнительный директор Amnesty International в Украине Татьяна Мазур на пресс-конференции заявила, что достаточно небольшой прогресс наблюдался в расследовании этого дела. Ещё меньше — в вопросе привлечения виновных к ответственности. Согласно тексту отчёта организации, для украинских правоохранителей оказалось крайне тяжёлым привлечь к ответственности виновных в злоупотреблениях совершённых в ходе протестов
В марте 2016 председатель Мониторинговой миссии ООН по правам человека Фиона Фрейзер заявила, что Организация Объединённых Наций обеспокоена отсутствием прогресса в расследовании событий на Майдане, а также 2 мая в Одессе.
«То, что нет прогресса в этих делах, подрывает доверие народа, потому что очень важно это решить», — сказала она. По словам Фрейзер, если по расследованию этих делах будет идти неправильно, это может повлиять на ситуацию с безопасностью в стране

## Компрометирующие сведения
Осенью 2019 года Горбатюк был уволен из Генпрокуратуры после того, как отказался подавать заявление установленного образца на переаттестацию.
В некоторых СМИ отмечается, что Горбатюк своё высокое место после Евромайдана занял благодаря дружбе с некоторыми представителями постмайданной власти. «Горбатюк — давний друг Сергея Пашинского».
Именно «Пашинский устроил Горбатюка сначала начальником отдела Генеральной прокуратуры Украины, а затем поручил ему возглавить Управление специальных расследований».
Исполнительный директор Amnesty International в Украине Татьяна Мазур зимой 2016 года отметила, что по поводу расследования преступлений, совершённых во время Евромайдана, видит лишь небольшой прогресс.
Ещё меньше — в вопросе привлечения виновных к ответственности. Согласно тексту отчёта организации, для украинских правоохранителей оказалось крайне тяжёлым привлечь к ответственности виновных в злоупотреблениях совершённых в ходе протестов.
Об отсутствии прогресса расследований событий на Майдане и 2 мая 2014 года в одесском доме профсоюзов сообщила и руководительница Мониторинговой миссии ООН по правам человека Фиона Фрейзер.
Сергей Горбатюк — Фото 4
Журналист Владимир Бойко написал, что Горбатюк вместо расследования дел Майдана вместе с главой НАБУ Артёмом Сытником занимался прослушкой кабинетов судей Окружного административного суда Киева.
Кроме того, он устраивал провокацию взяток с целью шантажа замгенпрокурора Анжелы Стрижевской, собирал компромат на столичного градоначальника Виталия Кличко, фальсифицировал материалы уголовного производства.

## Декларация
В марте 2020 года Сергей Горбатюк опубликовал электронную декларацию о своих доходах за минувший год.
Экс-прокурор владеет земельным участком (2,9 га) в селе Старый Острополь Хмельницкой области и квартирой (28,2 м².) в Киеве. Ещё одна квартира (74 м².) в Белой Церкви ему принадлежит на правах совместной собственности. Ирина Горбатюк имеет два участка земли в Киевской области: в сёлах Гоголев (1200 м².) и Гнедин (780 м².). В Гнедине у неё есть также недостроенная дача (13 м².).
Горбатюк — владелец двух автомобилей: Chery Tiggo 2008 года выпуска и Volkswagen Golf 2012 года выпуска. Первую машину он приобрёл в 2015 году за 152,5 тысячи, вторую — в 2019-м за 260 тысяч.
Зарплата Горбатюка в прокуратуре за 2019 год составила 1,5 миллиона. Кроме того, 402 тысячи он получил в качестве аренды недвижимости, банковских выплат и пенсии. Зарплата жены 62 тысячи.
На банковских счетах у Сергея 673,6 гривены. Наличными средствами он задекларировал 125 тысяч гривен.